# Cantón de Decazeville
El cantón de Decazeville era una división administrativa francesa, que estaba situada en el departamento de Aveyron y la región de Mediodía-Pirineos.

## Composición
El cantón estaba formado por siete comunas:
- Almont-les-Junies
- Boisse-Penchot
- Decazeville
- Flagnac
- Livinhac-le-Haut
- Saint-Parthem
- Saint-Santin

## Supresión del cantón de Decazeville
En aplicación del Decreto nº 2014-205 de 21 de febrero de 2014, el cantón de Decazeville fue suprimido el 22 de marzo de 2015 y sus 7 comunas pasaron a formar parte del nuevo cantón de Lot y Dourdou.